# Шайменський
Шайменський (рос. Шайменский) — селище в Павінському районі Костромської області Російської Федерації.
Населення становить 358 осіб. Входить до складу муніципального утворення Крутогорське сільське поселення.

## Історія
До 1937 року населений пункт перебував у складі Північної області. Відтак, у 1937-1944 року в складі Вологодської області. Від 1944 належить до Костромської області.
Орган місцевого самоврядування від 2004 року — Крутогорське сільське поселення.

## Населення
| 2008 | 2010 | 2014 |
| ---- | ---- | ---- |
| 350  | ↘323 | ↗358 |